# Svingerstvo
Za članek o glasbeni zvrsti glej swing.
Svíngerstvo označuje način spolnega življenja ljudi (svingerjev), ki vključuje tri ali več ljudi. Izraz je izpeljanka iz angleškega glagola swing, ki med drugim pomeni tudi prosto gibanje ali kroženje. 
Svingerske dejavnosti vključujejo opazovanje drugih med seksom, seks s partnerjem medtem, ki ga opazuje nekdo tretji ali pa seks z nekom, ki ni tvoj partner. Svingerstvo običajno vključuje (poročene) pare.
V ZDA in Zahodni Evropi je več sto organiziranih svingerskih kubov, v Sloveniji pa naj bi obstajale samo neuradne združbe.